# キーリ
『キーリ』は、壁井ユカコによる日本のライトノベル。イラストは田上俊介が担当している。電撃文庫（メディアワークス）より2003年2月から2006年4月まで刊行された。第9回電撃ゲーム小説大賞大賞受賞作。メディアミックスとして、2004年12月にはメディアワークスからドラマCDが発売された。また手代木史織によって『キーリ 死者たちは荒野に眠る』が漫画化された。

## ストーリー
教会の寄宿舎学校に通う14歳の少女キーリは、幼い頃から霊感が強く、そのため神の存在や意義に疑問を持っていた。
冬休みの最初の日、「不死人」の青年ハーヴェイと、その同行者の小型ラジオの憑依霊・兵長と出会ったキーリは、彼らの旅に勝手について行くことを決意する。

## 登場人物
声はドラマCDでのキャスト。
キーリ
声 - 中原麻衣
本作の主人公。霊感が強く、霊が見えることから神の存在や教義に疑問を抱いている少女。
第1巻では14歳だが、最終巻では17歳に成長。幼い頃から祖母に育てられていたが、第1巻の前半では既に祖母は亡くなり、教会の寄宿舎学校に通っていた。寄宿舎学校では入学早々勝手な噂を立てられて孤立しており、ベッカが唯一の友人であった。
どちらかというと冷めた性格ではあるが、ハーヴェイに泣きついたり、ハーヴェイとベアトリクスとの仲を疑ったりと少女らしい一面も見せる。また大胆すぎる行動をとってハーヴェイや兵長から一喝されることもしばしば。第6巻でハーヴェイと交わした『約束』を早く実現させようとするが何かと邪魔が入ったり、ハーヴェイが拒否したりと結局最終巻まで持ち越される。
母の名はセツリで、父親の名はシグリ・ロウ（詳細は後述）。
ルームメイトであるベッカの悪戯から、不死人ハーヴェイと出会い、旅をする事になる。旅の中で様々な霊や不死人達と出会い、成長していく。
ハーヴェイ / エイフラム
声 - 磯部弘
＜不死人＞と呼ばれる死人兵の青年。長身痩躯、赤銅色の髪と瞳を持っている。後に核本体に亀裂を生じて再生能力が著しく低下し、右腕と左目を完全に失う。
戦争時代行動を共にしていたユドとヨアヒム、ベアトリクスからはそう呼ばれている。ハーヴェイとは、戦争で大怪我を負った彼を保護した慈善家タディウスがつけた名。もとはタディウスの長男の名だが、彼が戦死したため、この名をつけた。
80年前の戦争で徴兵された際戦死し、その後＜核＞を入れられて＜不死人＞となった。多くの人を殺したという事実と、＜不死人＞という立場からか、あまり人と接しようとしない（ただ、幼い頃から人と接するのに対して不器用な面はあったようだ）。口数も少なく、ぶっきらぼう。また＜不死人＞であるため食事を必要とせず、金が無くなったらカードで稼ぐという生活破綻者。
不安な時に、ライターを手の中でいじる癖がある。キーリに出会った頃は、彼女に対しても非常に面倒くさそうな態度を取っていたが、徐々に彼女の存在が大きくなり、最終的には彼女に支えられるようになっていく。
全巻を通じて昔の友人であり戦仲間であるユドという失踪した男性を探している。
番外編パロディでは多少なりとも女性経験があることを漏らしている。
兵長
声 - 大塚芳忠
80年前の戦争でハーヴェイに殺された人間。本名は書かれておらず、当時の軍隊の階級だった＜兵長＞と呼ばれている。
普段はオールドの小型ラジオに憑依しており、時たまその姿を見せることがある。しかし、長い間憑依していたため、徐々にラジオの匡体と同調してしまうようになる。ラジオのスピーカーから音の塊を勢い良く放出することで、相手を攻撃できる。
ハーヴェイの事を正しい発音で「ハーヴェイ」と呼ぶ事ができるにもかかわらず（第7巻P61）そうは呼ばずに、いつも「ハーヴィー」と呼んでいる。そう呼ぶ度にキーリやハーヴェイから突っ込まれている。
キーリにとっては良き相談相手であり、ハーヴェイとの仲介役であり、保護者であり、大事な仲間。ラジオに憑依して街々を転々としているあいだ、長期間暗い地下に置かれていたことがあり、それがトラウマで密かに暗所恐怖症。本人にとって屈辱的な弱点であり、言うと怒ってしまう。
ベアトリクス
ハーヴェイ同様＜不死人＞の女性。第3巻以降登場する。ベッカに似た美しい容姿を持つ女性。美しい金髪と知的なアイスブルーの瞳を持っている。ハーヴェイとは長年の付き合いであるため何かと信頼されている。
昔、トゥールースという街に住んでいたころ、魔女狩りと称して街の人間に火あぶりにされかけた過去を持つ。その事件は＜トゥールースの大火＞と呼ばれ、ベアトリクスの心に影を落としている。
最初はキーリの事を警戒し、ハーヴェイの傍から離れるよう警告するが、最終的には彼女に支えられるほど彼女を信頼するようになる。
途中で半ば強引にキーリの世話を任され、ハーヴェイに代わり旅に同行するようになったが、内緒にしていたハーヴェイからの手紙の件を知られ、単身いなくなったキーリを追う際に不死人であることを暴かれて捕えられそうになる。その後シグリ・ロウの部下に拾われ、シグリ・ロウの元に軟禁（保護）される。そこで幽霊からキーリの過去を聞き、シグリ・ロウにキーリのことを教える。
生前、早くして両親をなくしたベアトリクスは、それをきっかけに兵隊になった。年の少し離れた弟もいた。
ヨアヒム
ハーヴェイ同様＜不死人＞である男性。第1巻に一度登場した後、第5巻から再び登場する。長身痩躯、青灰色の瞳を持っている。当初は穏やかな神官として登場するが明らかに猫を被っており、実際は激しい気性の持ち主。
登場する度、キーリを自分のモノにしようとする行動ばかりとるが、結局のところ、ハーヴェイに対して抱いていた羨ましいという気持ちから出た行動（第8巻最後に記述）であった。
ハーヴェイとは小学校時代の同級生で、戦争時代は戦場を共にしている。しかし非常にハーヴェイとは仲が悪く、小学校時代から諍いがあったが、それはハーヴェイとヨアヒムが、性格などに似ている所があるからだと思われる（第6巻で、そのような表現がある）。
セツリ
キーリの母親であり、シグリ・ロウの妻。霊感を持つ一族の末裔であり、本人も霊感を持っている。一族の保護（という名の吸収）という名目で結婚したはずであるが、お互いにちゃんと愛情はあったものと思われる。しかし、ある日の礼拝で、教会の長老が謎の転落死を遂げ、その責任をかけられ教会を去った（存在も教会から抹消される）。その原因は、キーリが霊感を持っていたために、長老を転落させた霊に声をあげて笑いかけていたため、キーリが長老を殺した悪魔の子と誤解されてしまったからであり、キーリもそのことについて責任を感じている。その後ユドと出会い、彼と共にキーリを連れてイースタベリへと向かう船旅の途中、不死人狩りに巻き込まれて死亡してしまう。
第2巻では、霊体として登場する他、同巻の中でセツリと別れる過去を垣間見る時、また第8巻でセツリがシグリと別れるいきさつを垣間見るとき等に登場する。非業な死を遂げたが決してシグリやキーリのことを恨んでおらず、全てを許していた。
性格は非常にキーリと似ており、外見も酷似。共に行動していたユドとの関係は、キーリとハーヴェイの関係にも似ている。
シグリ・ロウ
キーリの父親であり、セツリの元夫。現在は教会のトップである＜十一聖者＞の一人。ちょうど＜十一聖者＞のうちの一人が亡くなり、その欠けた席の第一候補に挙がっていた時、長老の謎の転落事故が起きた。
セツリとキーリ、そして＜十一聖者＞の座を天秤にかけられ、シグリは後者を取りセツリを見捨ててしまう。そのため、第8巻ではキーリと再会するも彼女との間には大きな溝が出来てしまっていた。しかし、最終巻でキーリがシグリを赦し、2人の仲は元に戻った。
ユド
ハーヴェイやヨアヒムが不死人になるよりずっと前、戦前に化石資源から作られた不死人で、戦時のハーヴェイやヨアヒムの上官。砂色の髪と瞳を持っている。一時期セツリ、キーリと共に逃亡生活を送っていた。ハーヴェイいわく堅物。
ユド、という名は聖書の中で救い主を裏切ったものの名前だが、それを彼は自ら名乗った。
ユリウス / ユーリ
第2巻から登場する、キーリ同様＜十一聖者＞を祖父に持つお坊ちゃま。書類上は、＜十一聖者＞の血筋で誕生した唯一の子供とされている（本来はキーリもそれに含まれるが登録が抹消されている）。首都に住んでおり、ストーリー後半ではハーヴェイやキーリに大きく貢献する。
キーリに淡い恋心を抱いている少年。ちなみにユリウスの父親はセツリに好意を抱いていた時期もあった。
ベッカ
声 - 南央美
キーリが寄宿舎学校に通っていた頃のルームメイト。本編での登場は第1巻のみ。たった1話だけの登場にもかかわらず、多くの読者から人気を集めている。
電車事故によって亡くなった少女の霊で、キーリにしか見えない。しかし、寄宿舎学校の中では唯一ともいえるキーリの親友だった。そのため第2巻以降も、巻頭のオープニング等でキーリが彼女に手紙を書くという姿が幾度も見られ、キーリにとっていかに大事な存在だったかが窺える。
ハーヴェイと旅に出るキーリの姿を見て安心し、ハーヴェイにキーリのことを託し安心して消えていった。

## 用語
不死人
八十年前に終結した戦争で、死体に《核》を埋め込み再生した兵士。老化せず、《核》を摘出しない限り死亡しない。また摘出されても元に戻せば再び動くと思われる（現にハーヴェイは第1巻で一度摘出されたものの復活している）。異常なほどの再生能力を持ち、人間の筋力を100%引き出せる（普通は肉離れを防ぐため無意識にリミッターが働く）ので、見た目からは考えられない怪力を持つ。戦争中はその不死性から兵器として扱われ、終戦後は「戦争の悪魔」として教会から戦争責任を押しつけられ（実際は《模造核》製造技術の研究のために《核》を回収するため）追われている。一度死亡しているので、生前の記憶を持っていないこともある。
《核》
戦前の科学技術で作り出された、高純度の化石資源の結晶。見た目は琥珀色の明滅する光を内包した、大人の拳ほどのごつごつした石。半恒久的なエネルギーを持ち、埋め込まれた不死人が起動したときの全細胞の情報を記憶し、半永久的にそれを維持しようとする。不死人が老化もしないし負傷しても即座に修復されるのはこのためである。負傷部位には細胞修復能力を持った特殊な微粒子を含む血液を送り出す。その再生能力は時間さえかければ四肢や眼球を再生することすら可能なほど。戦前の技術や資源を現在に残す貴重な存在であるため、また《模造核》製造のために、教会はヨアヒム曰く「大陸が一個買える」ほどの賞金をかけている。しかし一定期間の経過による劣化（しかしかなり長い年月なのでほぼ半永久的）や核本体へ何らかの異常を受けることで著しく再生能力が低下する。
《模造核》
教会の十一聖者の一部が開発していた《核》の模造品。しかし《核》を精製した戦前の科学技術や、基になる高純度の化石資源が戦争によって失われてしまったことにより、再生能力の制御が出来ない不良品になってしまった。
教会
惑星の開拓期に母星からやってきた「十一聖者と五家族」を中心とする宗教で、終戦直後の混乱に乗じ一気に勢力を広めた。現在はこの惑星唯一の「国家」そのものともいえる。他の宗教や文化に対しては弾圧的で、場合によっては武力行使も辞さない不穏な一面もある。

## 既刊一覧

### 小説
- 壁井ユカコ（著）・田上俊介（イラスト） 『キーリ』 メディアワークス〈電撃文庫〉、全9巻
  1. 「死者たちは荒野に眠る」2003年2月10日発売[5]、ISBN 4-8402-2277-0
  2. 「砂の上の白い航跡」2003年5月10日発売[6]、ISBN 4-8402-2380-7
  3. 「惑星へ往く囚人たち」2003年8月10日発売[7]、ISBN 4-8402-2435-8
  4. 「長い夜は深淵のほとりで」2004年2月10日発売[8]、ISBN 4-8402-2604-0
  5. 「はじまりの白日の庭（上）」2004年7月10日発売[9]、ISBN 4-8402-2728-4
  6. 「はじまりの白日の庭（下）」2004年9月10日発売[10]、ISBN 4-8402-2779-9
  7. 「幽谷の風は吠きながら」2005年8月10日発売[11]、ISBN 4-8402-3125-7
  8. 「死者たちは荒野に永眠る（上）」2006年2月10日発売[12]、ISBN 4-8402-3307-1
  9. 「死者たちは荒野に永眠る（下）」2006年4月10日発売[13]、ISBN 4-8402-3389-6

### 漫画
- 壁井ユカコ（原作）・手代木史織（イラスト） 『キーリ 死者たちは荒野に眠る』 秋田書店〈ボニータコミックス〉、全2巻
  1. 2006年10月15日初版発行（9月15日発売[14]）、ISBN 4-253-09496-1
  2. 2006年10月15日初版発行（9月15日発売[15]）、ISBN 4-253-09497-X

### 関連書籍
- 『キーリ WILD AND DANDELION』2005年12月24日発売[16]、ISBN 4-8402-3190-7
- 『キーリ 何度でも 〜Kiele 14 years old〜』2013年8月8日発売[17] ※電子書籍